# Sergei Michailowitsch Schepelew
Sergei Michailowitsch Schepelew (russisch Сергей Михайлович Шепелев; * 13. Oktober 1955 in Nischni Tagil, Russische SFSR) ist ein ehemaliger russischer Eishockeyspieler und derzeitiger -trainer, der zuletzt bis Dezember 2015 bei Amur Chabarowsk unter Vertrag stand.

## Karriere

### Anfänge in Nischni Tagil und Swerdlowsk
Sergei Schepelew begann mit dem Eishockeysport bei einem lokalen Amateurverein namens Olympia und wechselte im Alter von 13 Jahren an die Sportschule von Sputnik Nischni Tagil. Mit den Junioren von Sputnik wurde er vier Jahre später sowjetischer Vizemeister und gehörte zu den besten Torschützen der Endrunde. Der talentierte Stürmer zog die Aufmerksamkeit des Trainers von Awtomobilist Swerdlowsk, Wladimir Schumkow, auf sich und wechselte 1973 zu diesem Team. Seine ersten Angriffsreihenpartner bei Awto waren Alexander Kirpitschjow und Nikolai Krylow.
1975 wurde Schepelew zum Militärdienst eingezogen und absolvierte diesen beim Armeesportklub SKA Swerdlowsk. Während er bei Awto auf der Centerposition gespielt hatte, wurde er beim SKA als Flügelspieler eingesetzt. Dabei formte er mit Alexander Kulikow und Boris Moltschanow die zweite Angriffsreihe des SKA. Im Winter des Jahres 1975 gewann Schepelew mit der sowjetischen Junioren-Nationalmannschaft die erste, noch inoffizielle, Junioren-Weltmeisterschaft. Ein paar Monate später beendete er seinen Militärdienst und erhielt mehrere Angebote, unter anderem von Spartak Moskau und Awtomobilist Swerdlowsk. Schepelew kehrte zunächst in seine Geburtsstadt zurück und heiratete seine Freundin Tatjana, ehe er seine Karriere bei Awto fortsetzte.
Die nächsten drei Spielzeiten spielte er für Awtomobilist, wobei er 1977 mit dem Team aus der zweitklassigen Perwaja Liga in die Wysschaja Liga aufstieg. Dabei bildete er meist mit Wiktor Kutergin und Wladimir Schtscheglow eine Sturmreihe. In der Saison 1978/79 erzielte er 24 Tore und 17 Assists und gehörte damit zu den erfolgreichsten Punktesammlern der Liga, so dass er erneut ein Angebot von Spartak Moskau erhielt, welches er dieses Mal annahm.

### Erfolge mit Spartak Moskau
Bei Spartak Moskau spielte Schepelew insgesamt neun Jahre lang und wurde dabei vier Mal Vizemeister und belegte zweimal dritte Plätze in der sowjetischen Meisterschaft. Dabei entwickelte er eine sehr enge Beziehung zum Trainer Boris Kulagin, der maßgeblich zur Entfaltung von Schepelews Talent beitrug. Im Herbst 1980 wurde Spartak Moskau beauftragt, eine Angriffsreihe für die Nationalmannschaft zu nominieren. Kulagin bestimmte die Flügelspieler Wiktor Schalimow und Sergei Kapustin und auf die Center-Position setzte er Schepelew. Beim Iswestija-Pokal 1980 debütierte diese Spartak-Angriffsreihe gegen Finnland, wobei Kapustin aufgrund einer Angina durch Sergei Swetlow ersetzt wurde.
Im Frühjahr 1988 erhielt der damals 33-jährige Schepelew vom sowjetischen Sportausschuss die Erlaubnis, seine Karriere in Japan fortzusetzen. Zu diesem Zeitpunkt wurde jedoch in Japan eine Regel in Kraft gesetzt, welches Ausländer vom aktiven Spielbetrieb ausschloss. Daher beendete er seine Karriere und arbeitet fortan als Trainer in Japan.
Insgesamt erzielte Schepelew 189 Tore in 453 Spielen in der höchsten sowjetischen Liga.

### International
Nachdem Schepelew mit der Junioren-Nationalmannschaft 1975 die erste inoffizielle Weltmeisterschaft der Junioren gewonnen hatte, stand er am 16. Dezember 1980 im Rahmen des Iswestija-Pokals gegen Finnland zum ersten Mal für die Sowjetische Nationalmannschaft auf dem Eis. Bei der Eishockey-Weltmeisterschaft 1981 gewann er seine erste Goldmedaille im Herrenbereich und konnte diesen Erfolg 1982 und 1983 wiederholen. Seinen internationalen Durchbruch hatte er jedoch beim Canada Cup 1981, als er beim 8:1-Erfolg über Kanada drei Tore in Folge erzielte und den Spielstand von 1:1 auf 4:1 erhöhte. Dabei stellte er sowohl die beste Linie der Kanadier mit Jungstar Wayne Gretzky, Guy Lafleur und Marcel Dionne, als auch die neue Paradelinie der Sowjets um Wladimir Krutow, Igor Larionow und Sergei Makarow, in den Schatten. Schepelews Angriffsreihe (mit Sergei Kapustin und Wiktor Schalimow) gehörte zu Beginn der 1980er Jahre zu den besten Sturmformationen der Welt und war einer der Bausteine zu den drei Weltmeistertiteln der Sbornaja zwischen 1981 und 1983. Doch mit zunehmendem Alter von Kapustin und Schalimow verlor die Reihe ihre Durchschlagskraft und Schepelew fand nach dem Abgang der beiden nie wieder zu den Leistungen der frühen 1980er zurück.
Seine internationale Karriere wurde mit der Goldmedaille bei den Olympischen Winterspielen 1984 gekrönt. Seine internationale Karriere beendete er mit dem Iswestija-Pokal 1985 beim gleichen Turnier, mit dem diese begonnen hatte. Am 21. Dezember 1985 bestritt er sein letztes Länderspiel gegen die Tschechoslowakei.
Für die Nationalmannschaft erzielte er insgesamt 42 Tore in 103 Länderspielen. 1981 wurde er als Verdienter Meister des Sports der UdSSR ausgezeichnet. Zudem erhielt er 1981 das Ehrenzeichen der Sowjetunion und 1984 den Orden der Völkerfreundschaft.

### Als Trainer

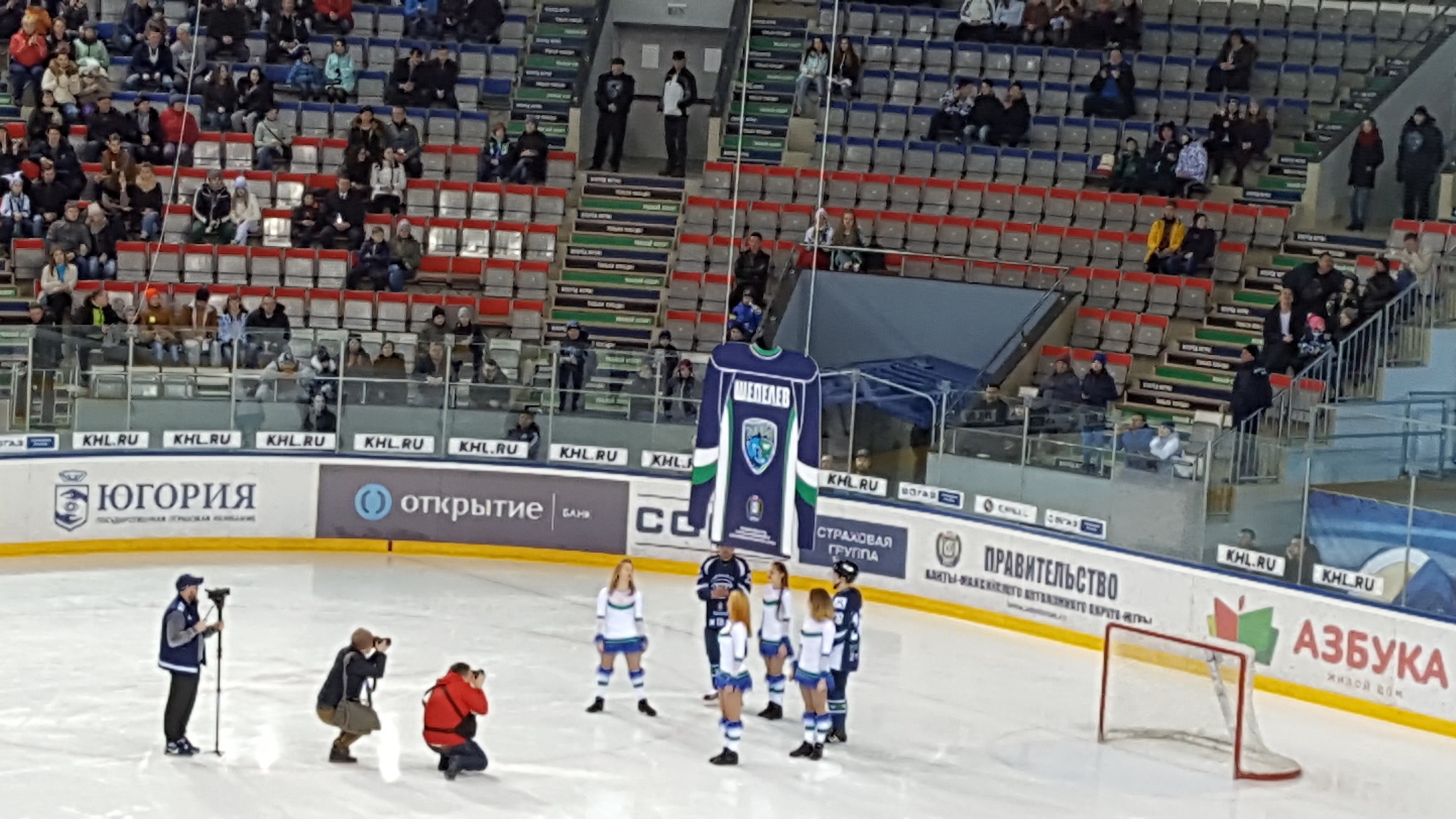
Schepelews Trikot wird unter das Hallendach gezogen.

Zwischen 1988 und 1998 arbeitete Sergei Schepelew als Eishockeytrainer in Japan, zunächst bis 1991 beim Jūjō Papaer Kushiro IHC, anschließend als Nachwuchstrainer einer Sportschule in Obihiro.
In der Saison 2000/01 war er Co-Trainer beim HK Spartak Moskau und betreute parallel das Veteranen-Team der Eishockeynationalmannschaft. Zwischen 2002 und 2005 war er Cheftrainer von Spartak Moskau und stieg dabei 2004 mit Spartak aus der Wysschaja Liga in die Superliga auf. In der Saison 2006/07 gehörte er dem Trainerstab des SKA Sankt Petersburg an. In der folgenden Spielzeit war er Cheftrainer des Awtomobilist Jekaterinburg, ehe er im Februar 2008 entlassen wurde.
Ab 2008 war Schepelew Cheftrainer bei HK Jugra Chanty-Mansijsk. Den Verein führte er 2009 und 2010 jeweils zur Meisterschaft der zweitklassigen Wysschaja Liga, woraufhin die Mannschaft zur Saison 2010/11 in die Kontinentale Hockey-Liga aufgenommen wurde.
Ende Oktober 2013 trat Schepelew zusammen mit seinen Assistenten nach einer Niederlagenserie zurück und wurde durch Oleg Dawydow ersetzt. Ab November 2014 war Schepelew Cheftrainer bei Admiral Wladiwostok und folgte damit dem zuvor entlassenen Dušan Gregor nach.
Von Mai 2015 bis zu seiner Entlassung im Dezember des gleichen Jahres war Schepelew Cheftrainer bei Amur Chabarowsk.
Im Rahmen der Feierlichkeiten zum zehnjährigen Jubiläum des HK Jugra Chanty-Mansijsk wurde Schepelews Trikot am 25. März 2017 als Zeichen der Anerkennung für seine Verdienste um den Club als erstes Trikot überhaupt unter das Dach der Arena Jugra gezogen.

## Erfolge und Auszeichnungen
| - 1977 Aufstieg in die Wysschaja Liga mit Awtomobilist Swerdlowsk - 1981 Sowjetischer Vizemeister mit Spartak Moskau - 1982 Sowjetischer Vizemeister mit Spartak Moskau - 1983 Sowjetischer Vizemeister mit Spartak Moskau - 1984 Sowjetischer Vizemeister mit Spartak Moskau | - 2004 Aufstieg in die Superliga mit Spartak Moskau (als Cheftrainer) - 2009 Meister der Wysschaja Liga mit dem HK Jugra Chanty-Mansijsk (als Cheftrainer) - 2010 Meister der Wysschaja Liga mit dem HK Jugra Chanty-Mansijsk (als Cheftrainer) - Aufstieg in die Kontinentale Hockey-Liga |

### International
| - 1975 Goldmedaille bei der Junioren-Weltmeisterschaft - 1981 Goldmedaille bei der Weltmeisterschaft - 1981 Canada-Cup-Gewinn - 1981 All-Star-Team des Canada Cups | - 1982 Goldmedaille bei der Weltmeisterschaft - 1983 Goldmedaille bei der Weltmeisterschaft - 1984 Goldmedaille bei den Olympischen Winterspielen |

### Orden und Ehrungen
- 1981 Verdienter Meister des Sports der UdSSR
- 1981 Ehrenzeichen der Sowjetunion
- 1984 Orden der Völkerfreundschaft

## Karrierestatistik

### International
(Legende zur Spielerstatistik: Sp oder GP = absolvierte Spiele; T oder G = erzielte Tore; V oder A = erzielte Assists; Pkt oder Pts = erzielte Scorerpunkte; SM oder PIM = erhaltene Strafminuten; +/− = Plus/Minus-Bilanz; PP = erzielte Überzahltore; SH = erzielte Unterzahltore; GW = erzielte Siegtore; 1 Play-downs/Relegation; Kursiv: Statistik nicht vollständig)